# Tom Gauld

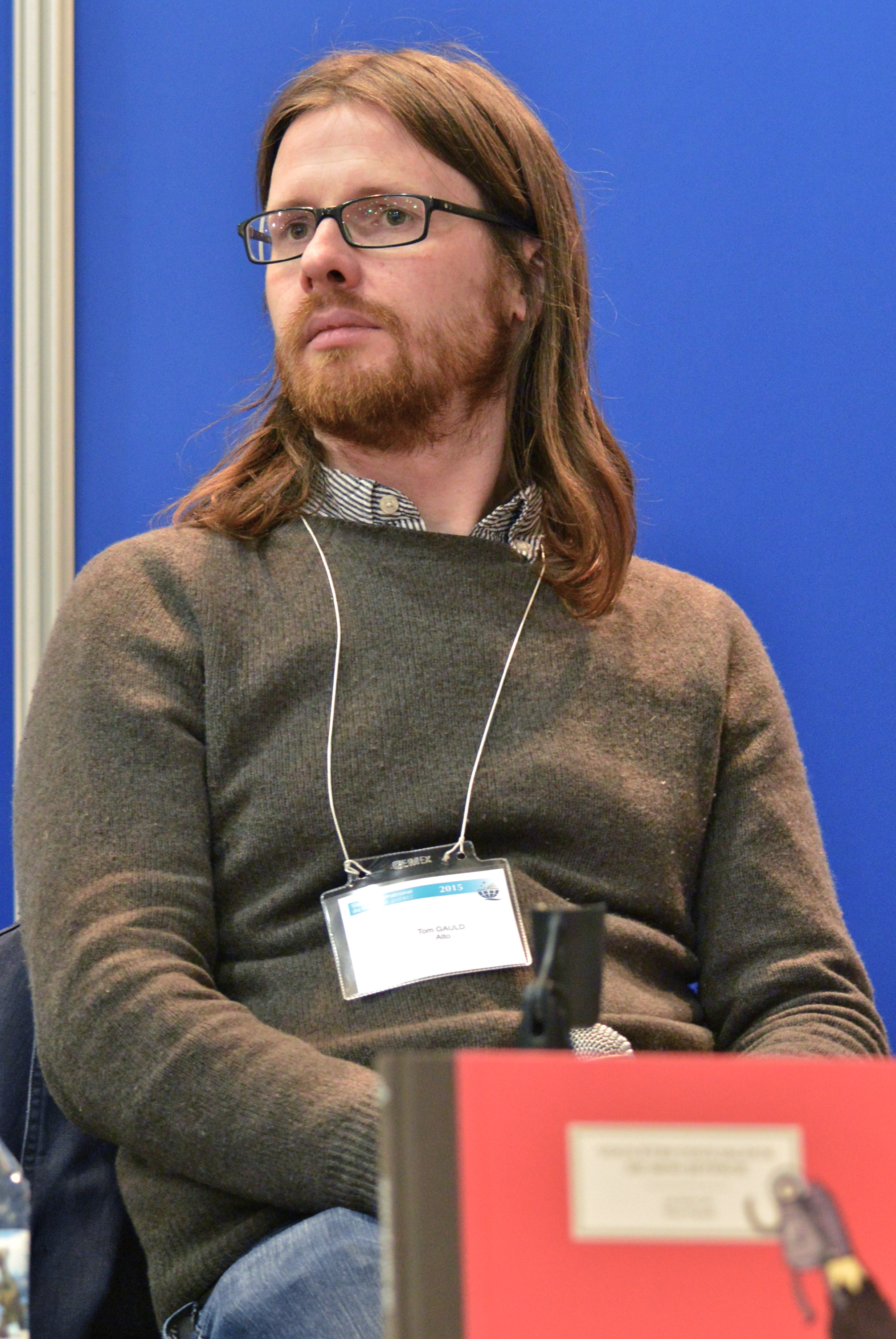
Tom Gauld (2015)

Tom Gauld (* 1976 in Aberdeen) ist ein schottischer Cartoonist und Illustrator.
Gauld wuchs im ländlichen Norden von Schottland auf und studierte am Edinburgh College of Art und Royal College of Art in London. Noch während des Studiums gründete er den Verlag Cabanon Press gemeinsam mit der Grafikerin Simone Lia, mit der auch zusammenarbeitete. Er veröffentlicht einen wöchentlichen Cartoon in The Guardian (seit 2005) und New Scientist (seit 2015) sowie regelmäßig in The New York Times.
Für das Wochenmagazin The New Yorker gestaltete er etliche Covers, zuletzt Food for Thaught. Bislang zwei dieser Titelmotive von Tom Gauld – Soundtrack to Spring vom 16. April 2018 und Winter Garden vom 4. Februar 2019 – wurden ausgewählt für die The New Yorker-Collection der New York Puzzle Company.
Teile seines Werks wurden ins Chinesische, Dänische, Deutsche, Französische, Japanische, Koreanische, Norwegische, Polnische, Russische und Spanische übersetzt. Sein Werk zeichnet sich aus durch einen überraschenden Meta-Humor, ein verschachteltes Ironie-Verständnis und einen melancholischen Blick auf die Welt.
2021 veröffentlichte Tom Gauld sein erstes Kinderbuch The Little Wooden Robot and the Log Princess.
Gauld lebt mit seiner Familie in London.

## Veröffentlichungen
- First (mit Simone Lia, Cabanon Press, 2001)
- Guardians of the Kingdom (Cabanon Press, 2001)
- Second (mit Simone Lia, Cabanon Press, 2002)
- Three Very Small Comics vol. 1 (Cabanon Press, 2002)
- Both (mit Simone Lia, Bloomsbury, 2003)
- Three Very Small Comics vol. 2 (Cabanon Press, 2004)
- Robots, Monsters etc. (Cabanon Press, 2005)
- Three Very Small Comics vol. 3 (Cabanon Press, 2005)
- The Hairy Monster: a guide (Cabanon Press, 2006)
- Hunter and Painter (Buenaventura Press, 2007)
- The Wise Robot Will Answer Your Question Now (Kabinett, 2008)
- The Gigantic Robot (Buenaventura Press, 2009)
- 12 Postcards (2010)
- Goliath (Drawn and Quarterly, 2012), dt.: Goliath (Reprodukt, 2012, ISBN 978-3-943143-26-3)
- You're All Just Jealous of My Jetpack (D&Q, 2013)
- Endless Journey (The Laurence Sterne Trust, 2015)
- Vers la Ville  (Éditions 2024, 2015)
- Mooncop (Drawn and Quarterly, 2016)
- Baking with Kafka (Drawn and Quarterly/Canongate, 2017), dt.: Kochen mit Kafka (Edition Moderne, 2018, ISBN 978-3-03731-176-9)
- Department of Mind-Blowing Theories (Drawn and Quarterly, 2020), dt.: Abteilung für irre Theorien (Edition Moderne, 2020, ISBN 978-3-03731-202-5)
- The Little Wooden Robot and the Log Princess[7] (Holiday House, Neal Porter Books, 2021, ISBN 978-0-8234-4698-8), dt.: Der kleine Holzroboter und die Baumstumpfprinzessin (Moritz-Verlag, 2022, ISBN 978-3-89565-430-5)
- Revenge of the Librarians (Drawn and Quarterly, 2022), dt.: Die Rache der Bücher (Edition Moderne, 2023, ISBN 978-3-03731-250-6)

## Nachweise
1. ↑  Tom Gauld auf www.comic-con.org, abgerufen am 10. Oktober 2021
2. ↑  The New Yorker Interviews Tom Gauld on his Cover. Drawn & Quarterly, 2. Dezember 2019, abgerufen am 10. Oktober 2021 (englisch).
3. ↑  Francoise Mouly: Tom Gauld’s “Food for Thought”. The New Yorker, 30. August 2021, abgerufen am 10. Oktober 2021 (englisch).
4. ↑  The New Yorker Collection. Abgerufen am 10. Oktober 2021.
5. ↑  Alex Rühle: Kochen mit Kafka. Abgerufen am 6. Januar 2020.
6. ↑  Als "a gently skewed fairytale" charakterisiert auf SFE (The Encyclopedia of Science Fiction) Eintrag Tom Gauld
7. ↑  Ben Hatke: Once, twice, thrice upon a time. The New York Times, 10. September 2021, abgerufen am 9. Oktober 2021 (englisch).

| Personendaten    | Personendaten                           |
| ---------------- | --------------------------------------- |
| NAME             | Gauld, Tom                              |
| KURZBESCHREIBUNG | schottischer Cartoonist und Illustrator |
| GEBURTSDATUM     | 1976                                    |
| GEBURTSORT       | Aberdeen                                |